# آدریانا روسو
آدریانا روسو (ایتالیایی: Adriana Russo؛ زادهٔ ۴ فوریهٔ ۱۹۵۴) بازیگر اهل ایتالیا است.
از فیلم‌هایی که وی در آن نقش داشته‌است، می‌توان به پیرینوی باحال، رو به جلو… حرکت!، گناه و شرم، ارواح شهوت‌زده، لذت بسیار، وای خدا، زشت، کثیف و بد، با ببرها بازی نکنید، سلام مریخی، مشکل پُردردسر، چشم، چشم بد، جعفری و رازیانه و عسل اشاره کرد.